# 풍강
풍강(PUNGKANG CO., LTD.)는 대한민국의 전기차 배터리 부품 기업이다. 본사는 경기도 화성시 우정읍 남양만로 745에 위치해 있으며 대표이사는 김진용이다. 2023년 11월에 주당 200원에 현금배당을 결정하였다.

## 상장
2007년 6월 1일 공모가 3,700원에 코스닥 시장에 상장하였다.

## 참고문헌
1. ↑  풍강, 전기차부품 LG화학 1차벤더로 글로벌 전기차 업체 공급, Fn뉴스, 2021.01.04
2. ↑  풍강, 보통주 1주당 200원 현금배당 결정, 디뉴스, 2023-11-06